# Barbosa kommun, Antioquia
Barbosa är en kommun i Colombia.   Den ligger i departementet Antioquía, i den nordvästra delen av landet, 250 km nordväst om huvudstaden Bogotá. Antalet invånare är 42 439.